# Анечка (альбом)
«Анечка» — третий студийный альбом российской поп-группы «Винтаж». Цифровой релиз альбома состоялся 28 сентября 2011 года, а релиз CD-версии, первоначально назначенный на 4 октября 2011 года, был перенесён на 10 октября. В альбом вошло 9 основных композиций, одна из которых исполнена дуэтом: «Амстердам» с Владимиром Пресняковым. Также альбом включает четыре бонус-трека.
В альбоме группа затронула различные темы, от любви до глобальных мировых проблем. Анна Плетнёва говорила, что работа описывает всё, что произошло с коллективом за последние годы. Музыкальные журналисты отмечали наличие на альбоме таких тем, как женственность, эротика и романтика. В музыкальном плане альбом «Анечка» остался в традиции ранних произведений группы. Владимир Юрченко в журнале Billboard писал, что его основу составили лёгкий танцевальный бит, ретро-клавишные и ненавязчиво пропеваемые припевы.
Критики восприняли альбом неоднозначно. Положительные отзывы были получены от журнала Billboard и издания InterMedia, которые отмечали, что группа создала хороший поп-альбом, который «цепляет» и «красиво нашёптывает с нераздражающими интонациями довольно важные вещи». Другие критики дали, в основном, смешанные рецензии на пластинку, отмечая, что она кажется провальной после успешного альбома SEX. На сайте «Карты Музыки» причиной этому назвали «шаблонность и однотипность» музыки.
Диск дебютировал на 24 позиции в российском чарте альбомов. 15 октября в поддержку нового альбома группа дала большой сольный концерт в московском «Крокус Сити Холле», представив новую программу и открыв новый концертный тур под названием «История плохой девочки». Концерт получил позитивные отзывы на сайтах «Карты Музыки», Shalomnews.ru, Moda.ru, Km.ru, в журнале Fuzz и в газете «Московский комсомолец».
На премии Муз-ТВ 2012 года «Винтаж» получили три номинации: «Лучшая поп-группа», «Лучший альбом» («Анечка») и «Лучшее видео» («Деревья»).

## Предыстория
После релиза своего второго студийного альбома SEX (2009 год), группа долгое время гастролировала и успела выпустить несколько новых синглов, не входивших в пластинку («Микки», «Роман» и «Мама-Америка»). О новом альбоме участники группы обмолвились ещё в марте 2011 года, на пресс-конференции в Екатеринбурге. Анна Плетнёва говорила, что группа находится в процессе записи нового материала. «Сейчас мы находимся в процессе беременности. В хорошем смысле этого слова. Мы вынашиваем третьего ребёнка — наш новый альбом. Каждый день запираемся в студии, наслаждаемся творчеством», — рассказала артистка. Также участники группы добавили, что в альбом войдут синглы «Роман» и «Мама-Америка», а песня «Микки» включена в пластинку не будет, так как не вписывается в общую концепцию.
В первой половине 2011 года «Винтаж» проводили конкурс «В зеркале ищу отражения» на странице своей официальной группы на сайте «Вконтакте». По итогам конкурса состоялись съёмки видеоклипа на песню «Мальчик» из альбома SEX, в котором снялись фанаты группы. С завершением съёмок группа своеобразно «попрощалась» с материалом своего второго студийного альбома. «Подарок от нас фанам — съёмка видеоклипа, в котором будет участвовать весь фан-клуб. Снимем клип на песню „Мальчик“, с предыдущего альбома. Кто знает — тот поймёт. Наши фаны просили снять клип на эту песню. Ведь её незаслуженно обошли ротации, и вообще на предыдущем альбоме осталось много песен, но мы решили двигаться вперёд, поэтому и записываем третий альбом», — отмечала Плетнёва.

## Концепция и тематика альбома
Очень не хотелось бы, чтобы концепция была «уставшие романтики», хотя все к этому идёт, но альбом будет очень по-хорошему загружен смыслом. Многие, наверное, проведут параллель с первым альбомом, по романтическому налёту. В принципе, новый альбом — это полное отражение прошлого года — то, что творилось в наших душах. Какую-то концепцию определённую вряд ли я сейчас скажу одним словом. Но альбом будет очень сильным. Очень хорошим.
В ходе пресс-конференции Алексей Романоф говорил, что по настроению альбом будет напоминать дебютную работу коллектива и добавил, что он отразит то, что произошло с участниками коллектива за прошедший год. Анна Плетнёва говорила в интервью, что пластинка будет о ней: «Это очень личный альбом. Он про меня, и людям, которые следят за группой все эти годы, он будет очень интересен».
Заглавная композиция альбома «Деревья» в целом описывает содержание всего альбома. «У Арсения Тарковского есть великолепные строки: „И собеседник, и ровесник деревьев полувековых, ищи себя не в ранних песнях, а в росте и упорстве их“. Эта песня — результат нашей долгой работы, нашего опыта и наших стремлений», — отмечал Романоф. Композицию «Стерео» группа описала, как «дерзкую и смелую». Основным посылом песни стало неприятие ограничений, которые люди накладывают сами на себя.
«Амстердам» описывает детские мечты Анны Плетнёвой, которая написала текст для данной композиции. Песня записана дуэтом с Владимиром Пресняковым и как рассказывала артистка: «Если бы не Володя, маленькая курчавая Аня никогда не захотела бы стать певицей. Он был кумиром моего детства. А Амстердам мне тогда казался прекрасным вымышленным городом вроде Зурбагана, о котором пел Пресняков. В моих мечтах в Амстердаме маленькая девочка Аня пела дуэтом с тоже довольно молодым Володей».
Основная тема песни «Мама-Америка» — несчастливая любовь. В ней говорится «об отношениях, от которых хочется бежать, от которых хочется себя оградить, отрезать ножницами, что уже, в руках. Но не хватает сил». В альбоме также были затронуты такие темы, как женский взгляд на мужчин («Роман») и глобальные мировые проблемы («XXI век»). Над оформлением альбома работал известный дизайнер Вадим Андрианов.

## Музыка и тексты песен

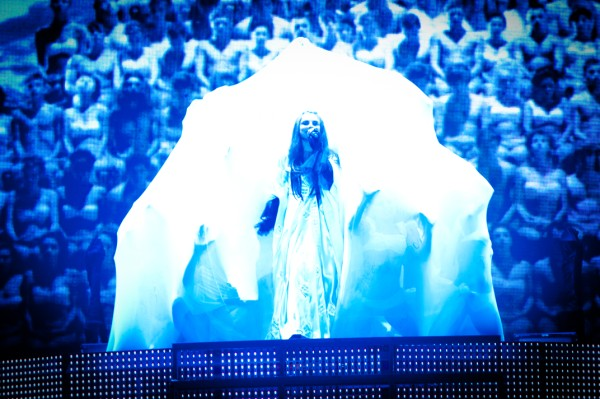
Первым номером концерта в московском «Крокус Сити Холле» стала постановка к песне «Деревья».

В музыкальном плане альбом «Анечка» остался в традиции ранних произведений группы. Владимир Юрченко в журнале Billboard писал, что основу его составили лёгкий танцевальный бит, ретро-клавишные и ненавязчиво пропеваемые припевы. На сайте «МирМэджи» также отмечалось, что аранжировки песен получились не «сильно заточенными под модное звучание». Первая композиция «Деревья» является поп-песней, с влиянием восточной музыки в аранжировке. В ней записаны, как классические, так и этнические инструменты, в том числе орган. Алексей Мажаев отмечал, что в песне группа удачное соединила «ориентальный колорит с „энигмообразной“ мелодией». В плане лирики, Яков Золотов писал, что песня, со строчками «Когда деревья были большими?», описывает на языке метафор проблему потери смысла любви. Журналист уточнял, что только в детстве, когда «деревья были большими», люди могут видеть, что «любовь окрашена во все цвета радуги» и с возрастом теряют эту способность.
Композиция «Стерео», вначале напоминает творчество группы t.A.T.u., но отличается необычным припевом, со строчками: «Мне плевать, ведь я люблю тебя больше чем небо синее — это душа другого цвета и сердце сильное. Больше чем небо странное — мы не Ромео и Джульетта, и к чёрту правила!». Музыкально песня является стандартной данс-поп композицией. В тексте группа пыталась выразить своё неприятие ограничений, при этом Анна Плетнёва говорила: «Мы не создаём рамок, внутри которых должен уместиться весь смысл песни. Каждый может воспринимать её по-своему. Такая же свобода выбора должна быть во всем». В песне «Амстердам» сочетаются каньеуэстовские клавишные и мелодичный припев, хотя куплеты Алексей Мажаев назвал «бесцветными». Лирика песни представляет собой признание в любви Анны Плетнёвой к Владимиру Преснякову.
«Мама-Америка» — поп-композиция. В песне безошибочно угадывается стиль группы, хотя она не перегружена эффектами и аранжировками. Анна Плетнёва рассказывала, что по настроению песня соотносится с российской поп-музыкой начала 1990-х годов и похожа на произведения Сергея Кузнецова. По словам Алексея Романоф, композиция не рассказывает историю девушки из Америки, а её название является эвфемизмом ненормативной лексики: «Это крик отчаяния, когда нет других слов, кроме матерных. На экране в такие моменты обычно раздаётся сигнал „пи-и-и“, а у нас это звучит как „Мама-Америка“», — объяснял Алексей. Яков Золотов посчитал, что с такими строчками, как «Мне на выбор: вечность или миг» и «Прости меня, мама, я выбрала вечность, но в сердце моём этот миг будет жить бесконечно…», песня описывает проблему выбора «пути тех, кто избрал дорогу творческого человека» и отмечал, что «„Мама-Америка“ звучит скорее как метафора необратимости выбора».
«Роман» — это электро-поп композиция. По мнению Александра Савчкова из Interfax.by, в композиции проявляются испанские мотивы. В отношении лирики, песня говорит о любви женщины к некоему Роману. Участники группы отмечали, что «Роман» в песне является «мифическим», вымышленным персонажем. Когда Алексея Романоф спросили о создании песни, он говорил, что акцент в композиции был сделан на припев: «Мы пишем песни так, чтобы их было проще и интересней слушать. Именно поэтому в песне „Роман“ появилось такое словосочетание, как „Рома-Рома-роман“. Вообще, многие просто не слушают, о чём поётся в куплете, для них главное — припев».
Песня «Запретный мир» представляет собой медленную минорную поп-композицию, с красивой мелодией в припеве. Текст композиции написан от имени Луны, влюблённой в Солнце и, по словам Романоф, рассказывает историю о невозможности получить что-то очень желанное. В «Ave Maria» соединены стили данс-поп и европоп. По мнению Алексея Мажаева «европейскость» композиции проявляется в созвучии с творчеством Мишеля Крету. На сайте «Карты Музыки» отмечали, что в песне есть вставка на английском языке, которая напоминает бридж из песни Леди Гаги «Born This Way». Поп-баллада «Лолита» была записана ещё за пять лет до издания альбома, когда группа была только образована. Для альбомной версии музыканты изменили аранжировку песни, сделав её симфонической. Композиция была названа трогательной, романтичной и одной из самых мелодичных на альбоме. По мнению Владимира Юрченко, в песне «XXI век» группа представила «изящную стилизацию» под «What Goes Around… Comes Around» Джастина Тимберлейка.

## Продвижение и релиз

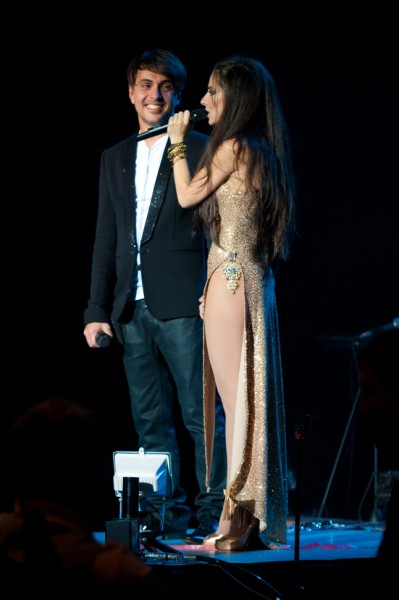
Анна Плетнёва и Алексей Романоф на концерте в московском «Крокус Сити Холле», 15 октября 2011.

В июле 2011 года группа заявила об организации сольного концерта в Москве, в рамках нового тура «История плохой девочки» в поддержку альбома. Анна Плетнёва говорила, что данным концертом группа отметит своё пятилетие и представит совершенно новую концертную программу. «Мы действительно готовим феерическое шоу „История плохой девочки“… Кроме того, мы будем звучать полностью вживую. Это будет что-то действительно новое, потому что люди привыкли, что „Винтаж“ — это танцевальная, электронная музыка», — уточняла солистка группы. Также было объявлено, что на концерте выступят Владимир Пресняков, Рома Кенга, DJ Smash и Ева Польна, исполнив песни, специально написанные к концерту. Для рекламы концерта также были сняты несколько вирусных роликов с Зазой Наполи.
Первый концерт тура в московском «Крокус Сити Холле» собрал несколько позитивных отзывов от критиков, которые сравнивали шоу-программу с выступлениями западных артистов. Сергей Мудрик в журнале Fuzz позитивно оценил выступление и сравнил его с концертами Мадонны. Алексей Королёв на сайте Moda.ru писал, что выступление можно сравнить с постановками Кайли Миноуг, Шэр и Бейонсе, отметив, что концерт «без всяких сомнений попал в разряд одних из лучших шоу-программ на сегодня, в России». Денис Ступников в Km.ru отмечал, что концерт показал приверженность группы к сюрреализму в своих постановках и отмечал в некоторых номерах отсылки к Сальвадору Дали. Алексей Остудин в «МК» писал, что выступив на площадке «Крокуса» группа совершила рискованный переход из разряда клубного коллектива, к большой эстраде.
Цифровой релиз альбома состоялся 28 сентября на «Яндекс. Музыке». 29 сентября альбом был выпущен на Muz.ru. 9 октября прошла автограф-сессия группы в Москве, приуроченная к релизу CD-версии альбома. 10 октября был опубликован пресс-релиз альбома.

### Синглы
- «Роман»

Первым синглом с альбома стала песня «Роман», выпущенная в ротацию на радио 13 сентября 2010 года. Эксклюзивная премьера песни прошла 11 сентября 2010 года, в эфире радиостанции «Русское радио». Композиция достигла 3 места в российском радиочарте и вошёл в список самых скачиваемых цифровых треков в России за первую половину 2011 года, по информации компании 2М. В сентябре группа сняла видеоклип на песню, который вошёл в список самых популярных российских музыкальных видео, составленных сайтом «Карта Музыки» на основании данных просмотров на канале Ello на YouTube. Видео заняло шестую строчку самых просматриваемых клипов российских исполнителей с 3 804 434 просмотрами за семь месяцев после релиза. К октябрю 2011 года видеоклип собрал более семи миллионов просмотров.
- «Мама-Америка»

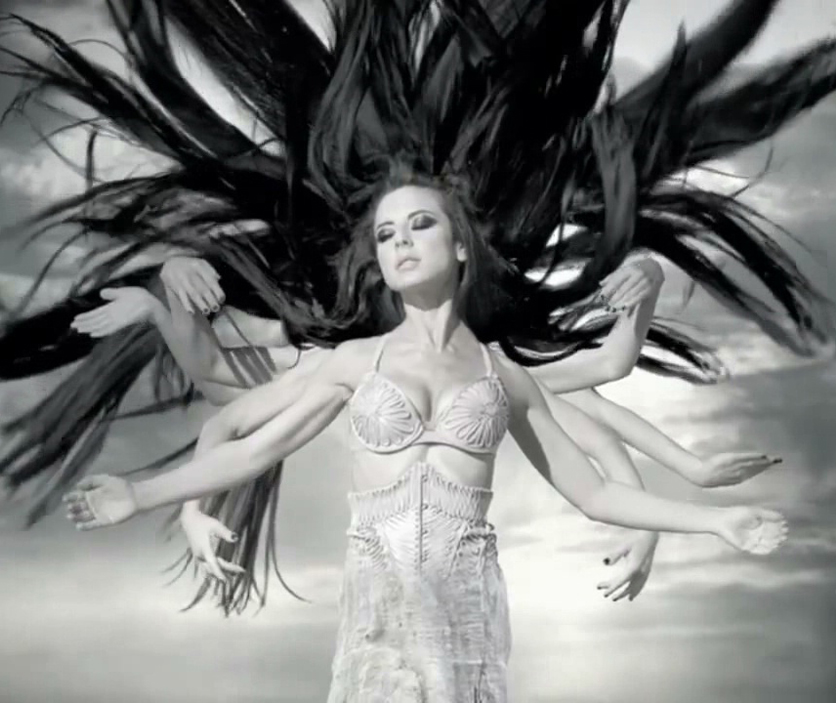
Кадр из клипа «Деревья».

Вторым синглом была издана композиция «Мама-Америка». Сингл достиг шестнадцатой позиции в российском радиочарте. В феврале 2011 года группа сняла видеоклип на композицию, вдохновением для которого послужили работы композитора Сергея Кузнецова. Клип получил положительные отзывы в журнале «Афиша» и на сайте Modals.biz.
- «Деревья»

Третьим синглом стала заглавная композиция альбома «Деревья». 21 августа 2011 года состоялась премьера песни на радиостанциях, приуроченная к пятилетию коллектива. «Эта песня станет первым синглом нового, третьего, альбома коллектива с очень простым и трогательным названием „Анечка“», — уточняла пресс-атташе группы Анжела Авдиенко. Однако, позже сингл был заменён песней «Стерео» после того, как видеоклип к композиции подвергся цензуре и был назван «провокационной работой, нарушающей моральные устои общества», а группу обвинили в пособничестве экстремистским сектам. Алексей Романоф прокомментировал ситуацию, сказав, что «„Деревья“ откладываются, по не зависящим от нас причинам. Думаю, если все сложится хорошо, то это будет февраль 2012». Релиз видео прошёл 28 сентября на канале Ello (YouTube), после чего песня всё же была выпущена на радио 10 октября 2011.

## Реакция критики
| Оценки критиков | Оценки критиков |
| Источник        | Оценка          |
| --------------- | --------------- |
| Billboard       | (положительная) |
| Dreamiech.ru    | (положительная) |
| InterMedia      | [ 6 ]           |
| NewsLab.ru      | (нейтральная)   |
| NewsMusic.ru    | (6/10)          |
| Shoowbiz.ru     | [ 43 ]          |
| Карта Музыки    | (7/10)          |
| МирМэджи        | (отрицательная) |

Владимир Юрченко в журнале Billboard дал положительную оценку альбому. По его мнению, в данной работе группа порадовала последовательностью и не стала отдавать дань моде, записывая музыку в жанре румыно-дэнса. Напротив, «Винтаж» сохранили своё лицо и альбом получился «цепляющим». «Шансов на то, что добрая половина из пока не обросших клипами треков сядут на уши, здесь много, как и подобает удачным поп-произведениям. При этом они не будут доставлять неудобств — лёгкий танцевальный бит, приятные ретро-клавишные и ненавязчиво пропеваемые Анной Плетнёвой припевы делают интеграцию в мозг максимально безболезненной, незаметной и от того коварной», — писал критик. На сайте «МирМэджи» альбом напротив описывается негативно. В издании писали, что не смогли понять основный посыл альбома и положительно отозвались только о песне «Роман». При этом отмечалось, что в композициях «неплохие инструментальные полотна, и что особенно интересно, они не сильно заточены под модное звучание». Николай Фандеев на сайте Shoowbiz.ru негативно отозвался о работе, отмечая, что песни, вошедшие в альбом, оказались «очень слабыми». «В общем, для „Винтажа“ выпуск альбома „Анечка“ является большой ошибкой, ибо, как известно, плохой новый альбом зачастую способен перечеркнуть успехи хороших старых», — посчитал музыкальный критик.
Саша Свистонов в интернет-газете NewsLab.ru писал, что материал альбома дал возможность «присмотреться и разглядеть, что скрывается за ажурным нижним бельём». Автор посчитал, что альбом «Анечка» оказался ближе по своему духу к последнему альбому группы «Аквариум» Бориса Гребенщикова — «Архангельск», чем условно к группе E-rotic. При этом отмечалось, что работа уходит не в сторону философии, а скорее в сторону «вечной женственности». Основной идеей «Анечки» было названо то, что пусть в мире и могут происходить катаклизмы, но любовное ложе «должно оставаться местом любви» и критик пришёл к выводу: «Это бог весть какая новость, но при посильной помощи прилипчивых мелодий и жёстких ротаций даже такой винтажной ценности, как любовь, получится победить „сериалы на Первом“». Яков Золотов в Dreamiech.ru позитивно описал альбом, отмечая большую эмоциональную палитру пластинки. «Сценический и клиповый антураж группы „Винтаж“ прибавляет в эпатаже с каждым альбомом. Алексей Романоф экспериментирует со звучанием, что помогает воспринимать каждую песню по-новому. Да, следует признать, что эксперименты получаются разной степени успешности. Но ведь не ошибается только тот, кто ничего не делает», — писал критик.
Алексей Мажаев в InterMedia дал положительную оценку альбому (4 балла из 5). В работе ощущается, что группу настиг неописанный ранее «синдром третьего альбома», писал автор, отмечая, что видимо «Винтаж» решили чуть «притормозить» с покорением поп-вершин, чтобы «выпустить очень крепкую, качественную, ровную и приятную на слух пластинку, в которой тем не менее практически нет острых хитов». Отмечая в некоторых песнях отсылки к творчеству Enigma, t.A.T.u. и Мишеля Крету, рецензент пришёл к выводу, что «пластинка вполне соответствует своему названию. „Анечка“ беседует со слушателем вкрадчиво, интимно, наедине — не привлекая всеобщего внимания громкими успехами, но красиво нашёптывая с нераздражающими интонациями довольно важные вещи». На сайте «Карты Музыки» диск получил смешанную оценку. На сайте отмечали, что группе не удалось создать альбом лучше своей предыдущей работы SEX, и причиной этому назвали «шаблонность и однотипность» музыки. «Тем не менее, пускай с небольшой натяжкой, но „Винтаж“ всё-таки можно назвать достаточно качественной популярной группой работающей в танцевальном поп-жанре», — писали в издании.
«Анечка» попал в рейтинг лучших альбомов 2011 года «Weburg Awards: Альбом года», составленный по итогам голосования пользователей сайта Weburg.net. Диск занял в рейтинге 70-ю позицию. Альбом был также номинирован на премию Муз-ТВ 2012 в категории «Лучший альбом».

## Список композиций
| №  | Название                               | Автор(ы)                                          | Длительность |
| -- | -------------------------------------- | ------------------------------------------------- | ------------ |
| 1. | «Деревья»                              | Алексей Романоф, Александр Сахаров                | 3:49         |
| 2. | «Стерео»                               | Алексей Романоф, Александр Ковалёв                | 3:21         |
| 3. | «Амстердам» (с Владимиром Пресняковым) | Алексей Романоф, Анна Плетнёва                    | 4:06         |
| 4. | «Мама-Америка»                         | Алексей Романоф                                   | 3:26         |
| 5. | «Роман»                                | Алексей Романоф, Александр Сахаров                | 3:39         |
| 6. | «Запретный мир»                        | Алексей Романоф, Александр Сахаров                | 3:55         |
| 7. | «Ave Maria»                            | Алексей Романоф, Анна Плетнёва, Александр Сахаров | 3:31         |
| 8. | «Лолита»                               | Алексей Романоф, Александр Ковалёв                | 2:55         |
| 9. | «XXI век»                              | Алексей Романоф, Александр Сахаров                | 3:22         |

| №   | Название                                       | Автор(ы)                           | Длительность |
| --- | ---------------------------------------------- | ---------------------------------- | ------------ |
| 10. | «Роман» (Kapler Radio Mix)                     | Алексей Романоф, Александр Сахаров | 3:46         |
| 11. | «Мама-Америка» (DJ Glabasha Radio remix)       | Алексей Романоф                    | 4:07         |
| 12. | «Микки» (DJ Kirill Сlash Official Radio remix) | Алексей Романоф, Александр Сахаров | 3:47         |
| 13. | «Микки» (Ru)                                   | Алексей Романоф, Александр Сахаров | 3:49         |

| №  | Название       | Автор(ы)                           | Длительность |
| -- | -------------- | ---------------------------------- | ------------ |
| 1. | «Роман»        | Алексей Романоф, Александр Сахаров | 3:59         |
| 2. | «Мама-Америка» | Алексей Романоф                    | 4:21         |

## Версии изданий альбома
1. Анечка (2011) CD
2. Анечка (2011) CD digipack
3. Анечка (2011) CD украинское издание

## Участники записи
- Алексей Романоф — музыка (дорожки 1—13), текст (дорожки 1, 2, 4-8, 11), аранжировка, саунд-продюсирование, бэк-вокал
- Александр Сахаров — музыка (дорожка 5), текст (дорожки 1, 5—7, 9, 10, 12, 13), аранжировка, сведение, мастеринг, саунд-продюсирование
- Анна Плетнёва — текст (3, 7), саунд-продюсирование, вокал
- Александр Ковалёв — текст (дорожки 2, 8)
- Владимир Пресняков — вокал (дорожка 3)

## Чарты
| Страна (Чарт)                    | Высшая Позиция |
| -------------------------------- | -------------- |
| Россия (Россия Топ 25. Альбомы.) | 24             |

## Награды и номинации
| Год  | Награда       | Номинированная работа | Категория        | Результат |
| ---- | ------------- | --------------------- | ---------------- | --------- |
| 2012 | Премия Муз-ТВ | «Анечка»              | Лучший альбом    | Номинация |
| 2012 | Премия Муз-ТВ | «Деревья»             | Лучшее видео     | Номинация |
| 2012 | Премия RU.TV  | «Деревья»             | Лучший видеоклип | Победа    |